# Limni

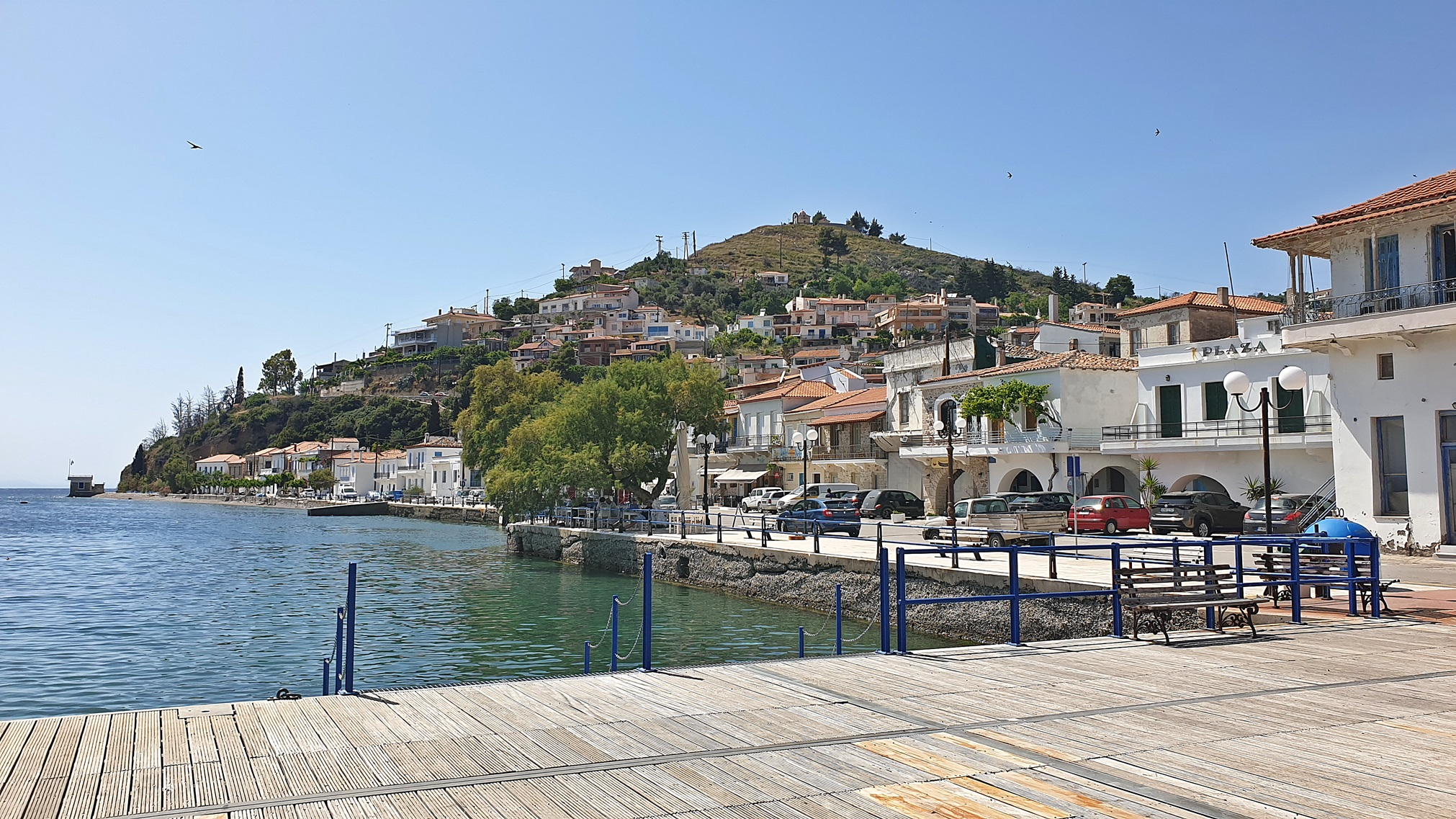

Limni (griechisch Λίμνη (f. sg.)) ist eine Kleinstadt an der Westküste der griechischen Insel Euböa nordwestlich von Chalkida. Die Einwohnerzahl beträgt 2.046. Sie gehört zur Gemeinde Mandoudi-Limni-Agia Anna der Region Mittelgriechenland.
Limni ist ein traditionelles Fischerdorf und liegt an der Küste des Nordeuböischen Golfs und ist im Norden von den Xiron-Bergen (990 m) und im Osten vom Kandili-Gebirge (1.225 m) umgeben.
In der Antike befand sich im nahen Orobiai ein Orakel des Apollon. In der Nähe befinden sich drei Klöster: Agia Irini, ein relativ junges Nonnenkloster, Ossios David, ein überregional bekanntes Kloster, sowie Galataki, das älteste Kloster im Norden Euböas.
Heute spielt in Limni der Tourismus eine wichtige Rolle. Neben einer Reihe von Hotels bietet der Ort einen Campingplatz, verschiedene Cafés, Restaurants, Läden und eine gepflegte Strandpromenade. Außerdem verfügt Limni über ein Kino und zwei Schulen.

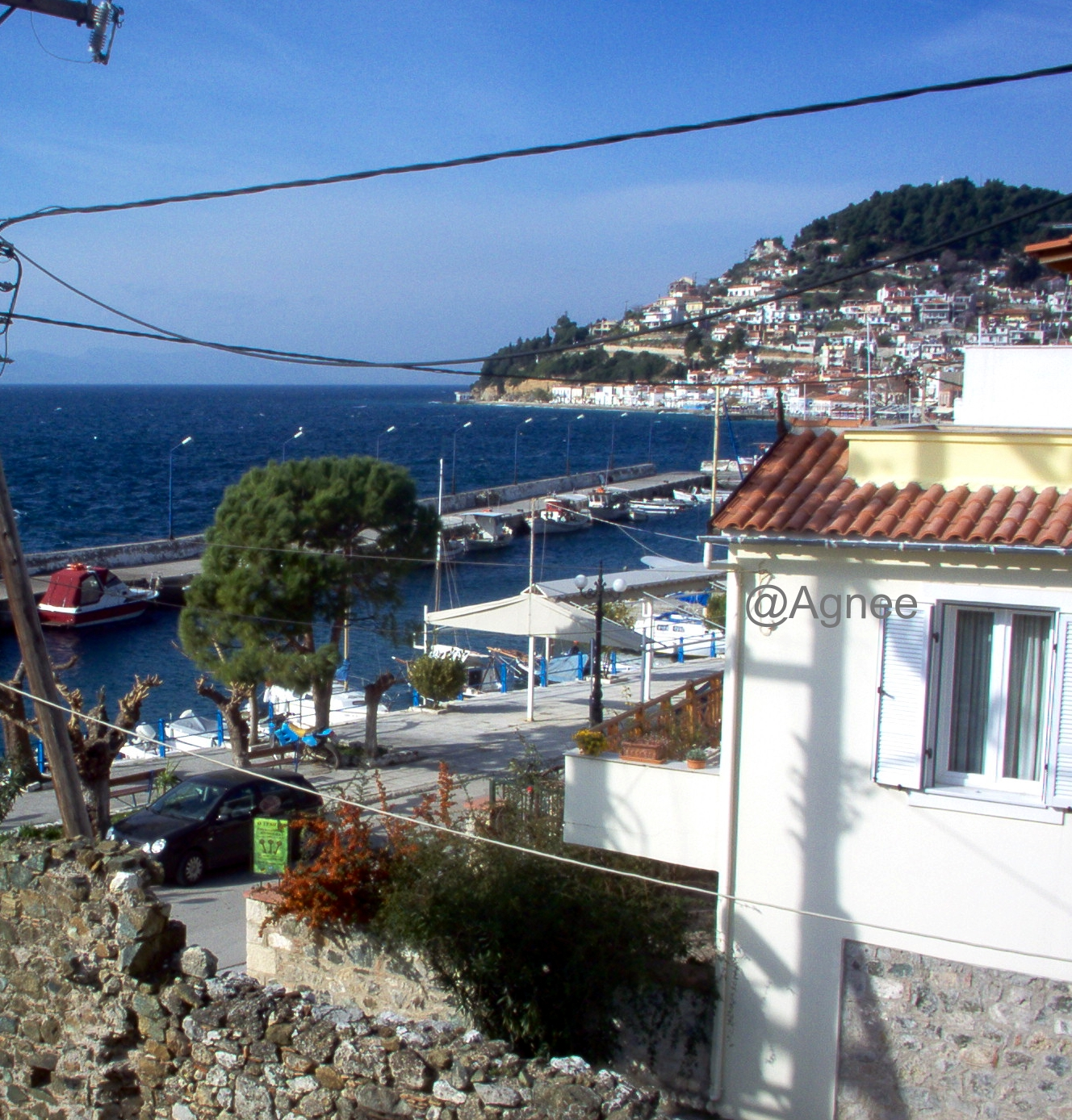
Wohnhaus
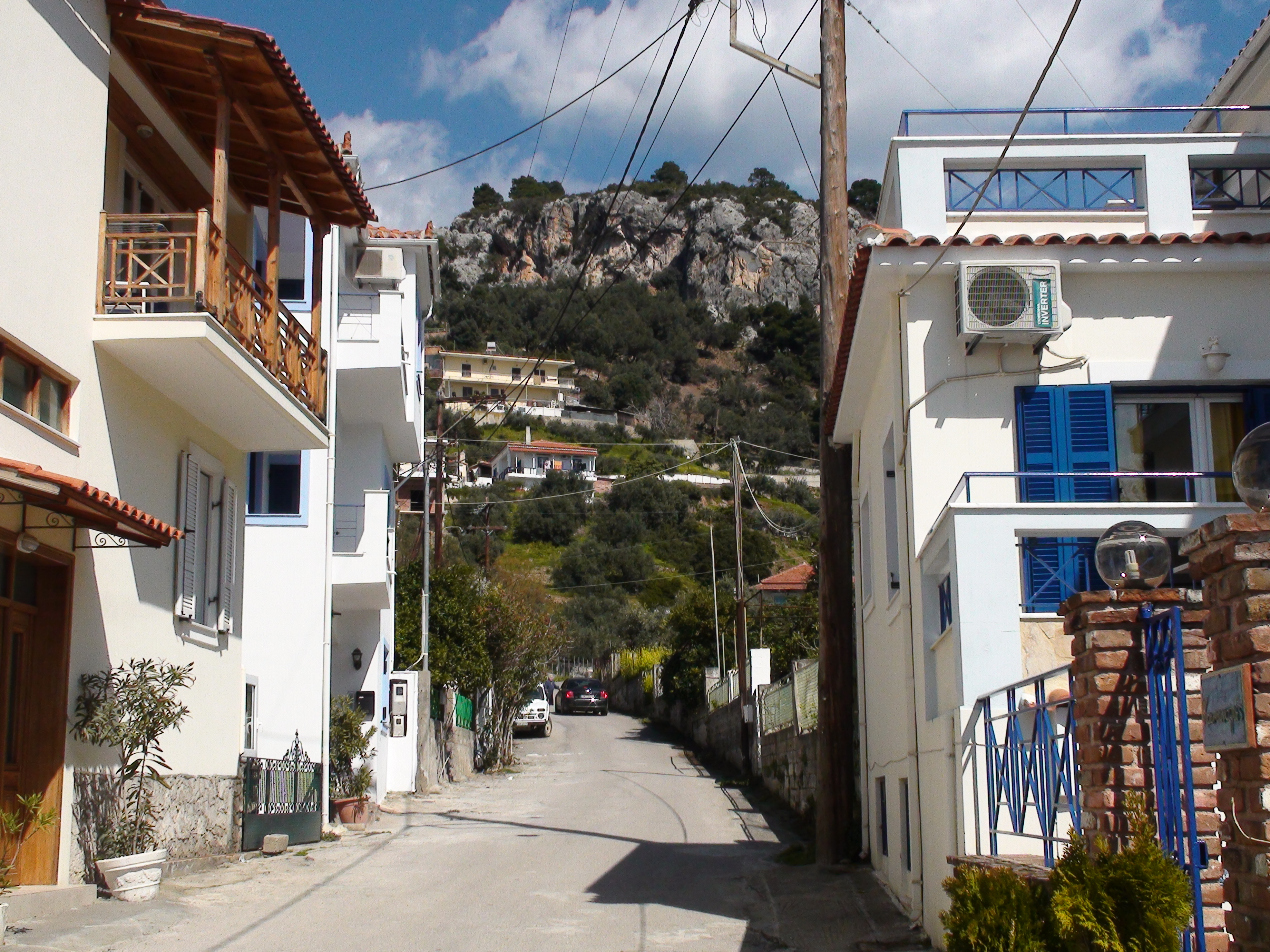
Wohnhäuser